# Coppa della Germania Est 1984-1985
La Coppa della Germania Est 1984-85 fu la trentatreesima edizione della competizione.

## Turno di qualificazione
Nelle 24 partite del primo turno si sono imposti per 11 volte squadre vincitrici delle coppe distrettuali contro quelle della prima divisione tedesco-orientale. Oltre questi però 11 vincitori provengono anche dalla seconda divisione.

## 1º Turno
| Casa                                      | Trasferta                          | Ergebnis         |
| ----------------------------------------- | ---------------------------------- | ---------------- |
| BSG Schiffahrt/Hafen Rostock              | FC Carl Zeiss Jena II **           | 1:2              |
| Union Berlino                             | BSG Chemie Leipzig                 | 1:1 dts, 3:5 dcr |
| TSG Ruhla*                                | BSG Motor Suhl                     | 2:1 dts          |
| BSG Chemie Premnitz*                      | Hansa Rostock                      | 0:2              |
| BSG Motor Fritz Heckert Karl-Marx-Stadt * | FC Rot-Weiß Erfurt                 | 0:2 dts          |
| BSG Mansfeldkombinat Sangershausen **     | FC Karl-Marx-Stadt                 | 0:2              |
| BSG Motor Nordhausen II**                 | Berliner FC Dynamo                 | 1:6              |
| BSG Robotron Sömmerda                     | 1. FC Lokomotive Leipzig           | 0:6              |
| TSG Elsterwerda**                         | BSG Stahl Brandenburg              | 0:1              |
| TSG Gröditz*                              | 1. FC Magdeburg                    | 1:5              |
| BSG Stahl Thale*                          | FC Vorwärts Frankfurt (Oder)       | 0:1              |
| BSG Aktivist Kali Werra Tiefenort         | BSG Stahl Riesa                    | 1:1 dts, 2:4 dcr |
| BSG Motor Weimar*                         | Dinamo Dresda                      | 1:3              |
| BSG Lokomotive/Armaturen Prenzlau*        | FC Carl Zeiss Jena                 | 1:3 dts          |
| BSG Post Neubrandenburg                   | BSG Wismut Aue                     | 0:1              |
| ASG Vorwärts Hagenow **                   | 1. FC Magdeburg II **              | 2:3              |
| SG Dynamo Schwerin                        | Berliner FC Dynamo II **           | 0:1              |
| TSG Bau Rostock                           | ASG Vorwärts Dessau                | 0:1              |
| BSG Einheit Wernigerode*                  | ASG Vorwärts Stralsund             | 2:3 dts          |
| BSG Motor Babelsberg                      | BSG Chemie Böhlen                  | 0:3              |
| BSG Chemie Buna Schkopau                  | BSG Aufbau Krumhermersdorf         | 5:0              |
| TSG Chemie Markkleeberg                   | BSG Rotation Berlin*               | 1:0              |
| BSG Glückauf Sondershausen                | BSG Chemie Wolfen                  | 7:1              |
| Dynamo Dresden II **                      | Hallescher FC Chemie               | 2:1              |
| BSG Empor Tabak Dresden                   | BSG Chemie Velten**                | 2:4              |
| BSG Aktivist Schwarze Pumpe               | SG Dynamo Eisleben                 | 2:0              |
| BSG Sachsenring Zwickau                   | BSG Aktivist Brieske-Senftenberg   | 4:1              |
| Hansa Rostock II **                       | FC Vorwärts Frankfurt (Oder) II ** | 5:0              |
| BSG Chemie PCK Schwedt*                   | FSV Lokomotive Dresden*            | 0:4              |
| BSG Fortschritt Bischofswerda             | BSG Stahl Eisenhüttenstadt         | 6:2              |
| BSG Fortschritt Weida*                    | FC Energie Cottbus                 | 2:1              |
| BSG Motor Nordhausen                      | SG Dynamo Fürstenwalde             | 2:0              |

* Vincitori della fase di qualificazione
** Vincitori della fase di qualificazione e del trofeo distrettuale

## 2º Turno
| Casa                          | Trasferta                    | Ergebnis |
| ----------------------------- | ---------------------------- | -------- |
| BSG Chemie Böhlen             | Berliner FC Dynamo           | 0:2      |
| BSG Fortschritt Bischofswerda | BSG Stahl Riesa              | 0:6      |
| TSG Chemie Markkleeberg       | 1. FC Lokomotive Leipzig     | 0:2      |
| BSG Chemie Velten             | FC Carl Zeiss Jena           | 1:0      |
| BSG Sachsenring Zwickau       | FC Karl-Marx-Stadt           | 3:1      |
| TSG Ruhla                     | FC Vorwärts Frankfurt (Oder) | 0:1      |
| ASG Vorwärts Stralsund        | BSG Stahl Brandenburg        | 2:0      |
| BSG Aktivist Schwarze Pumpe   | 1. FC Magdeburg              | 2:3 dts  |
| FSV Lokomotive Dresden        | BSG Chemie Leipzig           | 1:3      |
| BSG Chemie Buna Schkopau      | Dinamo Dresda                | 2:4 dts  |
| BSG Glückauf Sondershausen    | Hansa Rostock                | 1:6      |
| ASG Vorwärts Dessau           | BSG Wismut Aue               | 0:2      |
| BSG Motor Nordhausen          | FC Rot-Weiß Erfurt           | 0:2      |
| Dynamo Dresden II             | FC Carl Zeiss Jena II        | 5:1      |
| BSG Fortschritt Weida         | 1. FC Magdeburg II           | 1:2      |
| Hansa Rostock II              | Berliner FC Dynamo II        | 2:4      |

## Ottavi
| Casa                     | Trasferta                    | Andata | Ritorno |
| ------------------------ | ---------------------------- | ------ | ------- |
| BSG Wismut Aue           | Berliner FC Dynamo           | 3:1    | 0:2     |
| BSG Sachsenring Zwickau  | 1. FC Magdeburg              | 1:1    | 0:1     |
| Hansa Rostock            | Dinamo Dresda                | 2:2    | 1:1     |
| 1. FC Lokomotive Leipzig | FC Vorwärts Frankfurt (Oder) | 3:1    | 0:3     |
| BSG Stahl Riesa          | BSG Chemie Leipzig           | 0:0    | 0:1     |
| BSG Chemie Velten        | ASG Vorwärts Stralsund       | 2:2    | 1:3     |
| Dynamo Dresden II        | Berliner FC Dynamo II        | 1:2    | 2:2     |
| 1. FC Magdeburg II       | FC Rot-Weiß Erfurt           | 1:3    | 0:2     |

## Quarti
| Casa               | Trasferta                    | Andata | Ritorno          |
| ------------------ | ---------------------------- | ------ | ---------------- |
| Dinamo Dresda      | Berliner FC Dynamo II        | 1:2    | 2:1 dts, 5:3 dcr |
| Berliner FC Dynamo | ASG Vorwärts Stralsund       | 7:0    | 1:0              |
| BSG Chemie Leipzig | 1. FC Magdeburg              | 1:1    | 1:4              |
| FC Rot-Weiß Erfurt | FC Vorwärts Frankfurt (Oder) | 3:1    | 0:3              |

## Semifinali
| Casa               | Trasferta                    | Andata | Ritorno          |
| ------------------ | ---------------------------- | ------ | ---------------- |
| Dinamo Dresda      | FC Vorwärts Frankfurt (Oder) | 0:2    | 2:0 dts, 4:2 dcr |
| Berliner FC Dynamo | 1. FC Magdeburg              | 3:4    | 2:0              |

## Finale
| Clubs          | Dynamo Berlin -Dinamo Dresda |
| Risultato      | 2-3 |
| Data           | 8 giugno 1985 |
| Stadio         | Stadion der Weltjugend, Berlino 48 000 spettatori |
| Arbitro        | Manfred Roßner, Gera |
| Marcatori      | 0:1 Döschner (43.) 1:1 Thom (51.) 1:2 Stübner (59.) 1:3 Minge (67.) 2:3 Ernst (88.) |
| Dynamo Berlino | Bodo Rudwaleit, Frank Rohde, Thomas Grether, Norbert Trieloff (70. Mario Maek), Artur Ullrich, Frank Terletzki, Bernd Schulz, Christian Backs (80. Jan Voß), Frank Pastor, Rainer Ernst, Andreas Thom; ALL.Jürgen Bogs                           |
| Dinamo Dresda  | Bernd Jakubowski, Hans-Jürgen Dörner, Steffen Büttner, Andreas Trautmann, Matthias Döschner, Reinhard Häfner, Hans-Uwe Pilz, Jörg Stübner, Ulf Kirsten (86. Frank Schuster), Ralf Minge, Frank Lippmann (32. Torsten Gütschow); ALL.Klaus Sammer |

## Campioni
| Coppa della Germania Est 1984-85 |
| -------------------------------- |
| Dinamo Dresda Sesto titolo       |